# Selección juvenil de rugby de Marruecos
La selección juvenil de rugby de Marruecos es el equipo nacional de rugby regulado por la Fédération Royale Marocaine de Rugby (FRMR). La edad de sus integrantes varía según la edad máxima permitida del torneo, en los actuales campeonatos africanos son para jugadores de hasta 20 años, denominándose a la selección, Marruecos M20. También ha competido en otros torneos continentales y mundiales con selecciones M19.

## Reseña histórica
Su debut fue en 1969, durante la primera edición del Mundial que organizaba FIRA en categoría M19. En esa oportunidad Marruecos M19 logró su mejor resultado en esa competición.

## Palmarés
- Mundial M19 División C (1): 1999[2]

## Participación en copas
| - Mundial M19 División C 1999: Campeón invicto - Francia 2000: 14º puesto - Chile 2001: 9º puesto - Italia 2002: 10º puesto - Francia 2003: 9º puesto - Sudáfrica 2004: 12º puesto - no ha clasificado | - Africano A 2007: 3º puesto - Africano A 2008: fase de grupo - Africano A 2009: 4º puesto (último) - Africano B 2012: 4º puesto (último) - Africano B 2015: 4º puesto - Africano B 2016: 3º puesto (último) - Trophée Barthés 2017: 3º puesto - Trophée Barthés 2018: 7º puesto |